# Ohe
Ohe este o arie protejată (arie specială de conservare — SAC, sit de importanță comunitară — SCI) din Germania întinsă pe o suprafață de 22,68 ha, integral pe uscat.

## Localizare
Centrul sitului Ohe este situat la coordonatele 52°58′57″N 7°39′29″E / 52.9825°N 7.6581°E.

## Înființare
Situl Ohe a fost declarat sit de importanță comunitară în ianuarie 2005 pentru a proteja 1 specie de animale. Situl a fost protejat și ca arie specială de conservare în ianuarie 2018.

## Biodiversitate
Situată în ecoregiunea atlantică, aria protejată nu include niciun habitat protejat.
La baza desemnării sitului se află o specie protejată de  pești: țipar (Misgurnus fossilis).